# Colin McDonald
Colin J. McDonald, född 30 september 1984 i Wethersfield, är en amerikansk professionell ishockeyspelare som tillhör NHL-organisationen Philadelphia Flyers och spelar deras farmarlag Lehigh Valley Phantoms i American Hockey League (AHL). Han har tidigare spelat på NHL-nivå för Edmonton Oilers, Pittsburgh Penguins och New York Islanders och för Springfield Falcons, Oklahoma City Barons, Wilkes-Barre/Scranton Penguins och Bridgeport Sound Tigers i AHL, Stockton Thunder i ECHL och Providence Friars (Providence College) i National Collegiate Athletic Association (NCAA).
McDonald draftades i andra rundan i 2003 års draft av Edmonton Oilers som 51:a spelare totalt.